# Nabu-zer-uszabszi
Nabu-zer-uszabszi (akad. Nabu-zēr-ušabši, tłum. „(bóg) Nabu nasienie powołał do życia”) – babiloński książę, syn Nabopolassara (ok. 625-605 p.n.e.) i brat Nabuchodonozora II (604-562 p.n.e.). Wymieniony został w dokumencie sprzedaży datowanym na ostatni, 43 rok panowania Nabuchodonozora II.